# 毛脉珍珠花
毛脉珍珠花（学名：Lyonia villosa var. pubescens）为杜鹃花科珍珠花属下的一个变种。